# Cybill Shepherd
Cybill Lynne Shepherd (Memphis (Tennessee), 18 februari 1950) is een Amerikaanse actrice, zangeres en voormalig fotomodel. Ze is het meest bekend door haar rol als Maddie Hayes in de ABC-show Moonlighting.

## Biografie
Shepherd is geboren in Memphis, Tennessee als dochter van William Jennings Shepherd en Patty Shobe. Ze is genoemd naar haar grootvader Cy en haar vader Bill. In 1966 won ze op 16-jarige leeftijd de "Miss Teenage Memphis"-verkiezing.

## Carrière
In 1970 stond ze op de cover van Glamour-magazine en trok zo de aandacht van regisseur Peter Bogdanovich. Hij bood haar een rol aan in The Last Picture Show (1971). Ze speelde aan de zijde van Robert De Niro en Jodie Foster in Martin Scorseses Taxi Driver, een film die bekendstaat om de sterke acteerprestaties.
In 1985 werd ze gecast als Maddie Hayes in Moonlighting. Deze rol zou voor een groot deel haar verdere carrière bepalen. Als tegenspeler kreeg ze Bruce Willis. Ze werden snel een populair tv-duo. Shepherd kreeg twee Golden Globe-awards voor haar rol in deze serie. Tussen 1995 en 1998 speelde ze de hoofdrol in de sitcom Cybill.
In 2000 werd haar biografie gepubliceerd: "Cybill Disobedience: How I Survived Beauty Pageants, Elvis, Sex, Bruce Willis, Lies, Marriage, Motherhood, Hollywood, and the Irrepressible Urge to Say What I Think".
Tussen 2007 en 2009 speelde ze in 19 afleveringen van The L-Word en tussen 2008 en 2010 was ze te zien in vier afleveringen van Psych.
Shepherd was van 2012 tot en met 2013 te zien in de televisieserie The Client List.

## Filmografie
- The Last Picture Show (1971)
- The Heartbreak Kid (1972)
- Daisy Miller (1974)
- At Long Last Love (1975)
- Taxi Driver (1976)
- Special Delivery (1976)
- Aliens From Spaceship Earth (1977)
- Silver Bears (1978)
- The Lady Vanishes (1979)
- Americathon (1979)
- The Return (1980)
- Chances Are (1989)
- Texasville (1990)
- Alice (1990)
- Picture This: The Times of Peter Bogdanovich in Archer City, Texas (1991) (documentaire)
- Married to It (1991)
- Once Upon a Crime... (1992)
- The Last Word (1995)
- The Muse (1999)
- Marine Life (2000)
- Easy Riders, Raging Bulls: How the Sex, Drugs and Rock 'N' Roll Generation Saved Hollywood (2003) (documentaire)
- Signs and Voices (2004) (kortfilm)
- Open Window (2005)
- Hard Luck (2006)
- The Client List (2010) (Telefilm)
- Listen to Your Heart (2010)
- My Freakin' Family (2011) (Telefilm)
- Annie and the Gypsys (2012)
- Do You Believe? (2015

## Televisie
- A Guide for the Married Woman (1978)
- The Yellow Rose (1983-1984)
- Masquerade (1983)
- Secrets of a Married Man (1984)
- Moonlighting (1985-1989)
- Seduced (1985)
- The Long Hot Summer (1985)
- Which Way Home (1991)
- Memphis (1992)
- Stormy Weathers (1992)
- Telling Secrets (1993)
- There Was a Little Boy (1993)
- Baby Brokers (1994)
- While Justice Sleeps (1994)
- Cybill (1995-1998)
- Journey of the Heart (1997)
- Men Are From Mars, Women Are From Venus (2000-2001)
- Due East (2002)
- Martha, Inc.: The Story of Martha Stewart (2003)
- Detective (2005)
- Martha: Behind Bars (2005)
- The L Word (2007-2009)
- Psych (2008-2013)
- Eastwick (2009-2010)
- The Client List (2012-2013)

- Bibsys: 11036339
- Biblioteca Nacional de España: XX1464360
- Bibliothèque nationale de France: cb14032294j (data)
- Catàleg d'autoritats de noms i títols de Catalunya: 981058510262206706
- CiNii: DA13045078
- Gemeinsame Normdatei: 130586498
- International Standard Name Identifier: 0000 0000 8082 443X
- Library of Congress Control Number: n85258457
- MusicBrainz: 56fac676-8f6c-489f-9c72-9ef870528372
- Nationale Bibliotheek van Tsjechië: js20070907005
- Nationale bibliotheek van Australië: 36009673
- Nationale Bibliotheek van Israël: 987007444509805171
- Nationale Bibliotheek van Polen: a0000002097637
- Nederlandse Thesaurus van Auteursnamen: 073182842
- SNAC: w6gj052n
- Système universitaire de documentation: 130872156
- Trove: 1183635
- Virtual International Authority File: 2670637
- WorldCat: E39PBJq74T3ftkbt6y6XvPDQbd